# Alta Córsega
A Alta Córsega (Haute-Corse em francês) é um departamento francês. Compreende a parte norte da ilha da Córsega.

## História
O departamento foi formado a 15 de Setembro de 1975, quando o departamento da Córsega foi dividido em Alta Córsega e Córsega do Sul. O departamento corresponde exactamente ao antigo departamento de Golo, que existiu entre 1793 e 1811.

## Geografia
O departamento está rodeado por três lados pelo mar Mediterrâneo e a sul faz fronteira com o departamento da Córsega do Sul.

## Demografia
Os habitantes de toda a ilha da Córsega chamam-se corsos.

## Cultura
Os corsos são um povo ferozmente independente e orgulhoso. No entanto, a 6 de Julho de 2003, um referendo sobre um aumento da autonomia da ilha foi rejeitado por uma estreita margem: 50,98% contra e 49,02% a favor. Esta foi uma grande derrota para o então ministro francês do Interior, Nicolas Sarkozy, que tinha a esperança de usar a Córsega como primeiro passo para a sua política de descentralização.